# Saint-Étienne-de-Saint-Geoirs
Saint-Étienne-de-Saint-Geoirs ist eine französische Gemeinde mit 3.352 Einwohnern (Stand: 1. Januar 2022) im Département Isère in der Region Auvergne-Rhône-Alpes; sie gehört zum Arrondissement Vienne und zum Kanton Bièvre. Die Einwohner werden Mandrinois oder Stéphanois genannt.

## Geografie
Saint-Étienne-de-Saint-Geoirs liegt etwa 40 Kilometer nordwestlich von Grenoble, am Fuße des Chartreuse-Massivs. Umgeben wird Saint-Étienne-de-Saint-Geoirs von den Nachbargemeinden Saint-Hilaire-de-la-Côte im Norden und Nordwesten, La Frette im Norden und Nordosten, Sillans im Osten, Plan im Südosten, Saint-Geoirs im Süden, Saint-Pierre-de-Bressieux im Südwesten sowie Brézins im Westen.
In der Gemeinde befindet sich der Großteil des Flughafens Grenoble. Durch die Gemeinde führen die frühere Route nationale 518 und 519 (heutige D119).

## Bevölkerungsentwicklung
| Jahr                       | 1962 | 1968 | 1975 | 1982 | 1990 | 1999 | 2006 | 2012 |
| -------------------------- | ---- | ---- | ---- | ---- | ---- | ---- | ---- | ---- |
| Einwohner                  | 1231 | 1209 | 1606 | 1909 | 2164 | 2240 | 2536 | 3152 |
| Quellen: Cassini und INSEE |      |      |      |      |      |      |      |      |

## Sehenswürdigkeiten

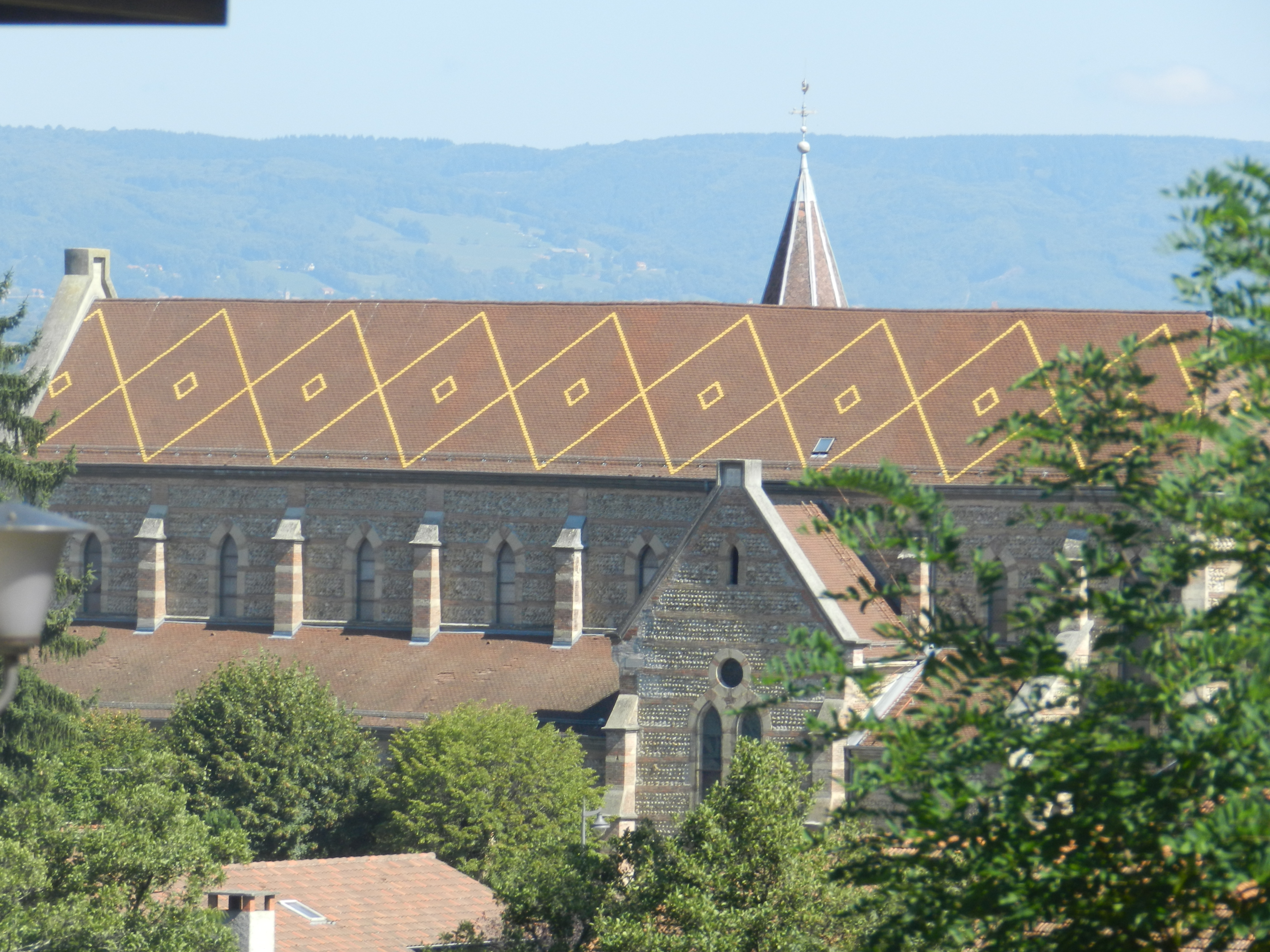
Kirche Saint-Étienne

- Kirche Saint-Étienne, seit 1995 Monument historique
- Turm des früheren Dauphine-Schlosses aus dem 14. Jahrhundert
- Wehrhaus von Fassion und Wehrhaus Varanin, jeweils aus dem 15. Jahrhundert
- Schloss Saint-Cierge aus dem 16. Jahrhundert mit Umbauten aus dem 19. Jahrhundert
- Geburtshaus von Louis Mandrin aus dem 16. Jahrhundert
- Haus Cochet aus dem 17. Jahrhundert
- Reste der früheren Befestigungsmauer des Ortes

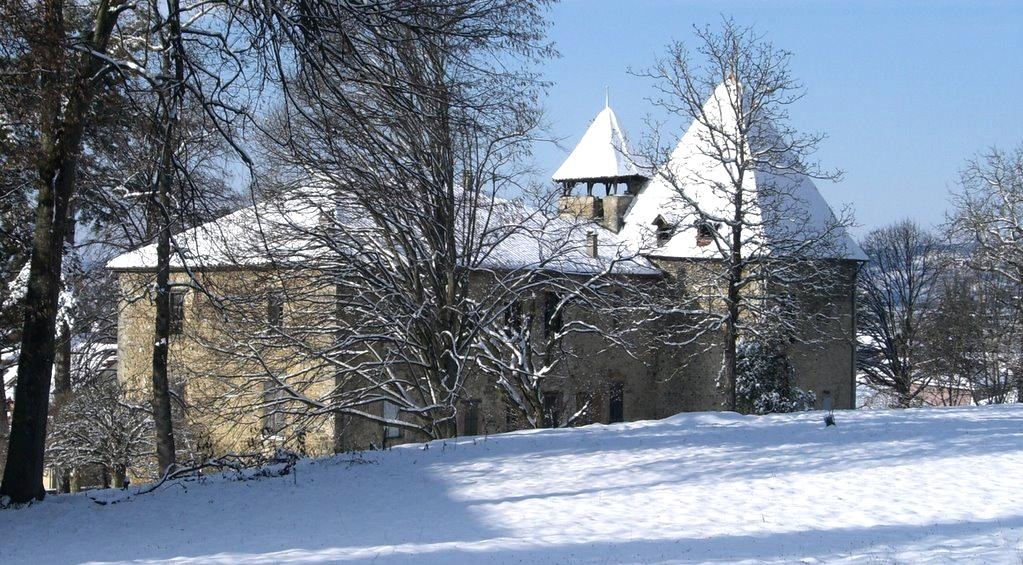
Wehrhaus Fassion

- Markthallen
- Alter Bahnhof

## Partnergemeinde
Mit der italienischen Gemeinde Casorate Sempione in der Provinz Varese (Lombardei) besteht seit 2013 eine Partnerschaft.

## Persönlichkeiten
- Louis Mandrin (1725–1755), Schmuggler
- Joseph Vinoy (1803–1880), General und Senator
- Rose Valland (1898–1980), Kunsthistoriker und Widerstandskämpfer